# Борис Гељфанд
Борис Абрамович Гељфанд (блр. Барыс Абрамавіч Гельфанд; хебр. בוריס אברמוביץ' גלפנד; рођен 24. јуна 1968) је израелски шаховски велемајстор.
Шестоструки учесник турнира кандидата (1991, 1994-95, 2002, 2007, 2011, 2013), освојио је Шаховски светски куп 2009. а 2011 турнир кандидата, што га је учинило изазивачем у борби за титулу првака света у шаху 2012. Иако је меч са шампионом Вишванатаном Анандом завршен резултатом 6-6, Гељфанд је изгубио одлучујући тај-брејк у убрзаном шаху 2½–1½.
Гељфанд је освојио велике турнире у Вејк ен Зеу, Тилбургу, Москву, Линаресу и Дос Ерманас. Он је учествовао на једанаест шаховских олимпијада и држао место у првих 30 играча на ранг листи ФИДЕ од јануара 1990. године до октобра 2017. године.

## Младост
Борис Гељфанд је рођен у Минску, Белоруска ССР, 24. јуна 1968. Његови родитељи, Аврам и Нела, су били инжењери. Његов отац му је купио књигу о шаху, Путовање у Шаховско краљевство, Авербаха и Бејлина, када му је било пет година.
Пошто је препознат као таленат, први тренер Гељфанда од 1974. до 1979. године био је Едвард Зелкинд. Убрзо након тога, он је студирао код Тамаре Головеј две године и код ИМ Алберта Капенгута дванаест година. Од 1980-83, је похађао школу Тиграна Петросјана. Рани успеси укључују освајање Меморијала Соколски 1983. године и узастопних Белоруских шаховских шампионата у 1984-5. Победио је 1985. године на јуниорском првенству Совјетског Савеза постигавши 9/11 а био је други иза Јурија Балашова 1986. године на међународном турниру Минску.
На јулској ФИДЕ ерјтинг листи 1987. године Гељфанд се први пут појављљује у првих 100 играча, на осамдесетом месту. Постао је јуниорски шампион Европе у 1987. години поделио друго место на такмичењу Млади мајстори Совјетског Савеза одржаном у Узгороду и поделио шесто место на квалификационом првенству Совјетског Савеза у Свердловску 1987. године са 10/17. Гељфандов успех довео га је у првиох 40 светских играча. Након што је поделио прво место на такмичењу Млади мајстори Совјетског Савеза одржаном 1988. године у Виљнусу и у Б-групи OHRA турнира у Амстердаму, он је освојио друго место на светском јуниорском првенству иза Жоела Лотеа у тај брејку и поделио прво место са Сергејом Долматовим у Клаипеди на квалификационом турниру Совјетског Савеза. Гељфанд је поделио европску јуниоску титулу са Алексејем Дреевим у децембру 1988. године, освојио меморијал Барча одржана у Дебрецину, Мађарска, са 7/10 и предводио репрезентацију Белорусије до трећег места на јуниорском екипном шампионату Совјетског Савеза у Краматорску.

## Звезда у успону
Гељфандово прво појављивање на првенство Совјетског Савеза је одржаном у Одеси, у 1989. години, донело му је деобу другог место са Александром Бељавским, Долматовим и Вереславом Еингорним, заслуживши награду за „највећи број жртава материјала у току турнира”. Убрзо након тога, он је победио у Палма де Маљорки са 7½/9.
Добио је позив за учешће на великим турнирима у 1990. години, завршио на другом место иза Гари Каспарова са 7½/11 у Линаресу и Дортмунду,, поделио прво са Иванчуком на Међузонском турниру у Манили и био трећи у Тилбургу. На Турниру кандидата на почетку 1991. године, Гељфанд је победио Предрага Николића са 5½-4½, али је изгубио у наредном колу од Најџела Шорта 3-5. Упркос разочарењу, Гељфанд је освојио прво место у Београду са 7½/11 и поделио друго место са Каспаровим у Ређо Емилија, пола бода иза Вишванатана Ананд. Поделио је прво место са Валеријем Саловим у Вајк ан Зеу у 1992. години, поделио друго место у Минхену, изгубивши у финалу Тилбурга од Макла Адамса и дели прво место са Анандом на Аљехиновом меморијалу, одржаном у Москви.
Солидно друго место у Минхену 1993. године претходило је његовој највећој турнирској победи до овог тренутка, освајању Међизонског турнира у Биелу са резултатом 9/13, чиме је освојио место на Турниру кандидата 1994. Гељфанд је поразио Адамса са 5-3 у четвртфиналу, и Владимира Крамника са 4½-3 ½ у полуфиналу а изгубио од Анатолија Карпова у финалу са 6-3 1995. године.
Гељфанд остаје стално присутан у ТОП 20 играча света, освојивши 1994. године турнире Дос Ерманас и Кап Дагд, Београд 1995. године, поделивши прво место у Тилбургу и Бечу 1996. године, заузео је треће место у Дортмунду и поделио друго место у Гронингену. Он је заузео треће место на јаком турниру у Биелу и био други на Меморијалу Рубинштејна одржаном у Поланица Здроју. Гељфандов најбољи резултат на ФИДУ Првенствима светапо нокаут систему је био у 1997. години, када је победио Жоела Лотеа (4—2), Владислава Ткачева (3 ½ -2½) и Древа (2.5-1.5), пре него што је испао у полуфиналу од будућег победника турнира Ананда (1½-½).
У 1998. Гељфанд је освојио Меморијал Рубинштејна, изгубио на Кап Дагд турниру по нокаут систему у финалном мечу против Карпова након што му је истекло време у одлучујућој брзопотезној партији тајбрејка, док је имао победничку позицију, освојио 1999. Sigeman & Co турнир одржан у Малмеу и Меморијал Рубинштајна у 2000. години. У 2001. години Гељфанд је поделио прво место Мелоди Амбер турниру у убрзаном шаху (завршивши прво место следеће године) и заузео треће место у Астани. Следеће године он је поделио прво на НАО мастерсу у Кану, освојио Кап Дагд и учествовао на мечу у убрзаном шаху „Русија против света”, постигавши 6/10 за победнички светски тим. Играо је у Дортмунду, што је био кандидат Турнир кандидата за Класично светско Првенство у шаху 2004, али је само успео да заврши на трећем месту у својој квалификационој групи, тако да се није квалификовао за плеј-оф.
У 2003. поделио је треће место у Енгиену и 2004. победио у Памплони. Гељфанд је поделио прво место на позивном турниру у Бермуди и у Биели 2005. Завршио је на шестом месту на Светском шаховском купу 2005, обезбедивши место на Турниру кандидата 2007. У 2006. Гељфанд је поделио пето место са Сергејом Карјакином остваривши 7/13 на Корусу и поделио треће место у Дортмунду.
Гељфанд је победио на мечевима кандидата против Рустама Касимаџанова 5½-3 ½ и Гате Камског 3½- ½, да би се квалификовао за Светско првенство, одржано у Мексико ситију. Упркос чињеници да је био седми носилац на Светском шаховском првенству 2007 по ФИДЕ рејтингу, Гељфанд је изазвао узбужење у финишу поделивши друго место (трећи на тај брејк) са Владимиром Крамником, само поен иза Вишванатана Ананда. Такође је ремизирао у мечу са Давидом Наваром 2-2, стигао до полуфинала АКП Купа у убрзаном шаху у Одеси, поделио прво место са Шировим, Иваном Соколовим и Фридманом на Калатрава турниру у убрзаном шаху и поделио треће место на Таљовом меморијалу. Наступао је за Израел на Макабијанским играма у Израелу 2009. године.

## Светско Првенство 2012.
На Светском шаховском купу 2009, Гељфанд је био први носилац, и победио Јудит Полгар, владајућег светског јуниорског шампиона Максима Вишје-Лаграв, Дмитрија Јаковенког Сергеја Карјакина да би стигао до финала. Затим се суочио са бившим ФИДЕ шампионом света Русланом Пономаревим у борби за прво место и победио са резултатом 7-5 у плеј-офу.. Освајањем Светског шаховског купа 2009, Гељфанд се квалификовао за Турнир кандидата за првенство света у шаху 2012.
У мају 2011. године, Гељфанд је учествовао мечевима кандидата у Казању, Русија, где је био четврти носилац. У четвртфиналу он је победио у трећој партији након тешке борбе црним фигурама Најдорфовој одбрани Шакријара Мамеђарова 2½–1½ и да се пласира у полуфинале, где се суочио са Американцем Гатом Камским. После прве четири партије које су завршене резултатом 2-2, Камски је добио трећу партију плеј-офа у убрзаном шаху и повео са 2-1, присиљавајући Гељфанда да победи црним фигурама у последњој партији да би избегао елиминацију. Гељфанд је био на нивоу задатка и у завршном плеј-офу који је игран у брзопотезном шаху победио са 2-0 за пролазак у финале. У финалу се суочио са Александром Гришчуком. После ремија у првих пет партија, Гељфанд је добио шесту и последњу партију белим фигурама играјући Гринфелдову одбрану што му је донело победу у мечу и на турниру 3 ½ –2½.
Као победник турнира кандидата, Гељфанд се сусрео са Анандом у мечу за титулу светског првака 2012. Био је то први пут након неколико деценија (од меча између Карпова и Корчноја 1981), да је владајући шампион света бранио своју титулу против старијег изазивача. Гељфандова победа у седмој партији донела му је вођство у мечу, али је изгубио осму партију у 17-потезној минијатури, најкраћој одлучујућој партији у историји светског Првенства. Меч се завршио са 6-6, али је Ананд победио плеј-офу у убрзаном шаху 2½–1½, и сачувао титулу.

## Каријера после Москве
Убрзо после меча, Гељфанд дели прво место са Веселином Топаловим и Мамеђаровим на ФИДЕ Гран-при манифестацији, одржаној у Лондону, остваривши у последњем колу победу над Касимџановим, постигавши 7/11. Он је играо у 2013. Турнир кандидата, који је одржан у Лондону, од 15. марта до 1. априла. Завршио је на петом месту, са 6½/14.
На Аљехиновом меморијалу, који је одржан од 20. априла до 1. маја, Гељфанд дели прво место са Ароњаном, који га је победио у другом тај-брејку (број победа). Постигао је 5½/9.
Од јуна 2013. године, Гељфанд је освојио Таљев меморијал победивши Александра Морозевича, Фабијана Каруана и Хикару Накамуру, постигавши 6/9, пола поена испред Магнуса Карлсена. Добио је 18 рејтинг поена на ранг листи и постигао свој највећи Ело рејтинг до тога времена 2773. Гељфанд је поделио прво место са Каруаном у финалном ФИДЕ Гран-Прију у Паризу. Он је освоји 11.9 рејтинг поена и поново поставио лични рекордни рејтинг од 2777. Завршио је као четврти у генералном пласману са 325 поена што није било довољно за пласман на турнир кандидата због слабих резултата у Ташкенту и Пекингу. Поделио је прво са Каруаном на следећем Гран-При турниру, одржаном у Бакуу.

## Екипни резултати

### Шаховске Олимпијаде
Гељфанд је учествовао на укупно једанаест Шаховских олимпијада, представљајући Совјетски Савез једном 1990. године, Белорусију два пута 1994. и 1996. године, а Израел осам пута од 2000-14. Постигао је укупно 62½ поена из 105 партија (+26 =73 -6).
| Олимпијада          | Појединачни резултат | Резултат екипе |
| ------------------- | -------------------- | -------------- |
| Нови Сад, 1990      | 6/9 (10.)            | Злато          |
| Москва 1994         | 6/11 (45.)           | 12.            |
| Јереван 1996        | 6/10 (24.)           | 33.            |
| Истанбул 2000       | 7/11 (18.)           | 5.             |
| Блед 2002           | 5/8                  | 9.             |
| Калвија 2004        | 6/11 (43.)           | 5.             |
| Торино 2006         | 5/9 (46.)            | 4.             |
| Дрезден 2008        | 7½/10 (сребро)       | Сребро         |
| Ханти Мансијск 2010 | 4½/9 (19.)           | Бронза         |
| Истанбул 2012       | 4½/8 (15.)           | 26.            |
| Тромсо 2014         | 5/9 (22-ог)          | 9.             |

### Други међународни екипни резултати
Заједно са Шаховским олимпијадама, Гељфанд је наступао два путана позивном Светском екипном шаховском шампионату (Израел), пет пута на Европском екипном шаховском првенству (СССР 1989, Израел 1999-2005) и Совјетском екипном шаховском првенству (Белорусија), освојивши екипно „злато” и два екипна „сребра” на ЕЕШП:
| Екипни Турнир                   | Појединачни резултат | Резултат екипе |
| ------------------------------- | -------------------- | -------------- |
| 1986 Совјетско екипно првенство | 6/9                  | 7.             |
| 1989 Екипно првенство Европе    | 4/6 (8.)             | Злато          |
| 1999 Екипно првенство Европе    | 2½/7 (32.)           | 7.             |
| 2001 Екипно првенство Европе    | 5/8 (4.)             | 6.             |
| 2003 Екипно првенство Европе    | 5½/9 (8.)            | Сребро         |
| 2005 Екипно првенство Европе    | 4½/8 (12.)           | Сребро         |
| 2005 Светско екипно првенство   | 3 ½ /7 (5.)          | 6.             |
| 2010 Светско екипно првенство   | 3/7 (6.)             | 7.             |

## Лични живот
Гељфанд је емигрирао у Израел и настанио се у Ришон ЛеЦиону, где је постао најбоље рангирани израелски шахиста. Оженио се Мајом. он је фудбалски фан и члан фудбалског клуба Барселона.

## Стил игре
Покушао сам да учим од свих играча, али, нема сумње, највише сам био импресиониран Јуријем Разувајевим и „Акибом Рубинштајном” Валерија Мирахверија... Стремљење ка дубокој игри у отварању, „дуги план”, то је када се игра од почетка до краја по једном кључу... То је оно што волим у шаху, а то долази од Акибе.

Борис Гељфанд, Crestbook interview, први део.
Гељфанд је познат по својој јакој позиционој свести и прецизној стратешкој игри. У Гељфандовој аутобиографији Моје најупечатљивије партије, Крамник је написао у предговору: „Он није само - а ово је на располагању само неколицини - врло свестран играч, он је у стању да игра подједнако добро у најразличитијим позицијама... Ова неумољива доследност у спровођењу његових стратешких концепата, по мом мишљењу, основна је црта Бориса Гељфанда, шахисте”. Јаков Агард прокоментарисао је, „Али Гељфанд није природни нападач; уместо тога, он је дубоко стратешки играч који воли да уђе у логику позиције - и држи све под контролом”.
Гељфанд је запажен као играч који са белим фигурама игра 1.Д4 и као стручњак у Најдорфовој Сицилијанки, Руској одбрани, Словенској одбрани, и Краљевој индијској одбрани, са црним фигурама. Током Меча за светског првака у 2012. години Анандов тим је истакао његов нагли прелаз од очекиваног Најдорфа и Руског отварања у Свешникову сицилијанку и Гринфилда.
У школи Тиграна Петросјана, он се састао са бившим шампионом света лично, и добио савет: Сећам се, Тигран Петросјан ми је рекао: „Никада не прави потез без икакве идеје, чак и ако се игра брзопотезно. Увек мисли!”'.

## Објављене књиге
- Gelfand, Boris (2005). My Most Memorable Games. Edition Olms. ISBN 978-3-283-00453-8.

- Gelfand, Boris; Aagaard, Jacob (2015). Positional Decision Making in Chess. Quality Chess. ISBN 978-1-78483-006-9.